# Rams (pel·lícula)
Rams és una pel·lícula comèdia dramàtica australiana del 2020 dirigida per Jeremy Sims, escrita per Jules Duncan i protagonitzada per Sam Neill, Michael Caton i Miranda Richardson. Està basat en la pel·lícula dramàtica islandesa Rams (La vall dels moltons) (2015) de Grímur Hákonarson.
La pel·lícula es va estrenar al Festival de Cinema CinefestOZ el 27 d'agost de 2020. Rams es va estrenar als cinemes australians el 29 d'octubre de 2020 amb crítiques generalment positives.
Als ARIA Music Awards de 2021, l'àlbum va ser nominat a la millor banda sonora original, repartiment o àlbum d'espectacles.
La versió doblada al català es va estrenar el 22 de maig de 2022 a TV3.

## Sinopsi
Dos germans enfrontats viuen en dues granges molt properes l'una de l'altra, però fa quaranta anys que no es parlen. Quan una malaltia rara amenaça les seves ovelles, els germans han de treballar plegats per salvar la vida dels seus ramats.

## Repartiment

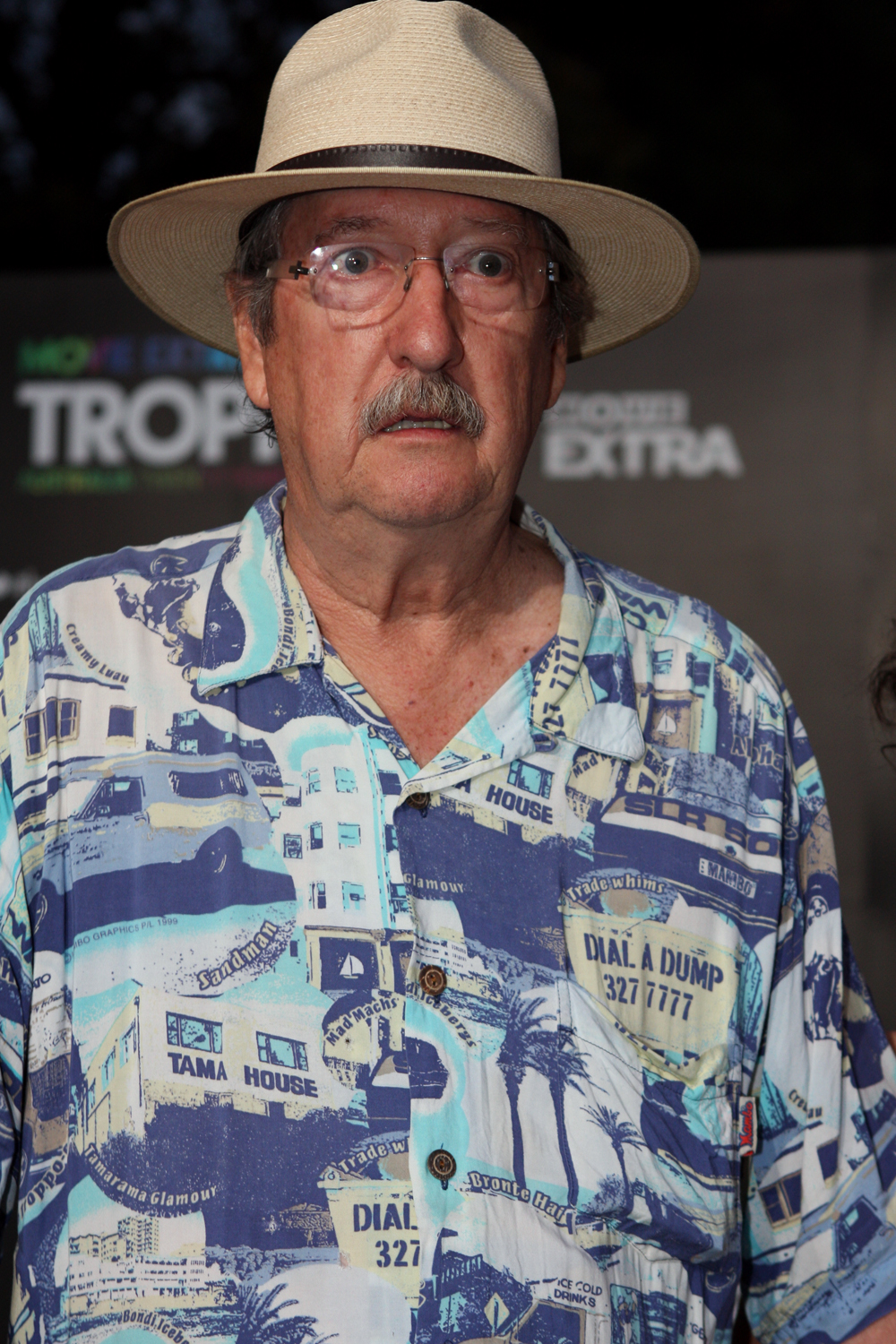
Michael Caton, el 2012.

- Sam Neill com a Colin
- Michael Caton com a Les
- Miranda Richardson com a Kat
- Asher Keddie com Angela
- Wayne Blair com a Lionel